# Tusseladden
Tusseladden är en kulle i Antarktis. Den ligger i Östantarktis. Norge gör anspråk på området. Toppen på Tusseladden är 1 735 meter över havet.
Terrängen runt Tusseladden är lite kuperad. Trakten är obefolkad. Det finns inga samhällen i närheten.